# 阿夸弗雷达
阿夸弗雷达（義大利語：Acquafredda）是意大利布雷西亚省的一个市镇。总面积9平方公里，人口1601人，人口密度177.9人/平方公里（2009年）。国家统计（ISTAT）代码为017001。